# Mallus (tribunal médiéval)
Pour les articles homonymes, voir Mallus.

## Étymologie
Appelé le mal public en ancien français, le mallus, mallum vient de la latinisation d'un mot franc °maþl « tribunal, assemblée » (cf. vx. sax. maþal, vieil angl. mæþel, got. maþl) évoquant le mallberg, « la colline au discours » où, autour d'un tertre funéraire, les anciens réitéraient la coutume.

## Définition
Au haut Moyen Âge, le mallus est le tribunal présidé par les comtes (ou en son absence par un vicaire, au sud, ou un centenier, au nord).
Ce tribunal ne juge que les affaires de moindre importance (les plus importantes étant jugées au tribunal du palais).
Il est au carrefour de deux traditions, romaine et germanique : pour la tradition romaine, on retrouve la présidence du tribunal par un seul homme, le comte. On reprend la tradition de la justice populaire par assemblée, un aspect de la tradition germanique. Le mallus a une compétence générale, à la fois civile et militaire. Il est compétent pour tous les habitants du pagus et est présidé par le comte qui fait des tournées judiciaires. Le tribunal est itinérant.
La tradition germanique apparaît dans le fait que tous les hommes libres ont un devoir de plaid : le devoir de se rendre en assemblée au tribunal. C'est le comte qui décide du lieu et du jour où se tiendra le mallus. Parmi ces hommes libres, le comte en choisit sept, notables qu'on appelle les rachimbourgs (rachimburgi en latin), qui ont pour mission de l'assister dans son service de justice. Le comte rend une sentence acclamée par l'ensemble des hommes libres assemblés. On est face à des juges occasionnels et non-professionnels.
Très vite, cette forme mixte va s'altérer car trop contraignante. La conséquence est que les rachimbourgs vont devenir de simples assesseurs et le comte va récupérer tous les devoirs judiciaires. 
À l'époque carolingienne, le mallus (tribunal des francs) va être transformé pour être plus efficace, en effet Charlemagne sait que la justice n'est pas toujours bien rendue or l'ordre doit être respecté. Il décide ainsi que la présence d'hommes libres doit être limitée (il ne les supprime pas puisque la tradition franque leur assure un rôle dans la prise de décisions). Toutefois, leur présence n'est pas indispensable car ils sont non-professionnels, de plus, les assemblées d'hommes libres sont lourdes à mettre en place et depuis Clovis les procès sont devenus de plus en plus nombreux (en raison de l'interdiction de la vengeance privée). Il est difficile de demander aux hommes libres d'être présents tout le temps, Charlemagne estime que ces hommes libres sont trop souvent convoqués et se font avoir puisque s'ils ne se présentent pas ils doivent payer des amendes. Charlemagne veut donc mettre fin à cette pratique. Par conséquent il professionnalise la justice, la justice doit désormais être assurée par des personnes qui connaissent le droit, des personnes sages et de confiance. On écarte les hommes libres, ainsi les rachimbourgs, les prud'hommes vont être écartés.
Les rôles assesseurs sont confiés à des professionnels les scabins, échevins qui constituent désormais le corps de magistrats professionnels. Ils sont 7 désignés par le président du mallus.
Par une décision de 811, Charlemagne décide de spécialiser les mallus, il en distingue 2 types, le mallus du comté (présidé par le comte s'occupant des affaires les plus graves, le comte pouvant ainsi se saisir d'office pour les crimes et les infractions) et le mallus ordinaire (s'occupe de tout le reste des affaires présidées par le délégué du comte c'est-à-dire le centainier). Il n'y a pas de hiérarchie entre ces mallus.

## Sources
- Claude Gauvard, Alain De Libera et Michel Zink (dir.), Dictionnaire du Moyen Âge, Paris, Quadrige/PUF, 2002, p. 872.